# Pimenta, Minas Gerais
Pimenta este un oraș în Minas Gerais (MG), Brazilia.